# عدالة تحويلية
يمكن أن تشير العدالة التحويلية إلى بدائل للعدالة الجنائية في حالات العنف بين الأشخاص أو إلى الاستجابات للتعامل مع القضايا الاجتماعية والاقتصادية في المجتمعات التي تنتقل بعيدًا عن الصراع أو القمع.

## العدالة التحويلية كبديل للعدالة الجنائية
تأخذ العدالة التحويلية مبادئ وممارسات العدالة التصالحية خارج نظام العدالة الجنائية. وهي تنطبق على مجالات مثل قانون البيئة وقانون الشركات وعلاقات إدارة العمل وإفلاس المستهلك والديون وقانون الأسرة. تستخدم العدالة التحويلية نهجًا نظميًا، وتسعى إلى رؤية المشكلات، ليس فقط على أنها بداية الجريمة ولكن أيضًا أسبابها، وتحاول التعامل مع الجريمة كفرصة تحويلية وتعليمية للضحايا والمجرمين وجميع أعضاء المجتمع الآخرين. المجتمع المتضرر. من الناحية النظرية، يمكن أن ينطبق نموذج العدالة التحويلية حتى بين الشعوب التي ليس لها اتصال مسبق.
يمكن النظر إلى العدالة التحويلية على أنها إستراتيجية فلسفية عامة للرد على النزاعات المشابهة لصنع السلام. تهتم العدالة التحويلية بالأسباب الجذرية والنتائج الشاملة. إنه أقرب إلى مداواة العدالة أكثر من بدائل أخرى للسجن.
على عكس العدالة التصالحية، لا يتم إجراء أي قياس أو تقييم للخسارة أو الأضرار أو أي تخصيص لدور الضحية، ولا يتم إجراء أي محاولة للمقارنة بين الماضي (التاريخي) والمستقبل (المعياري أو المتوقع). الضحية ليست في العادة جزءًا من عملية التحول، ولكن يمكنها أن تختار أن تكون كذلك. يتفق المشاركون فقط على ما يشكل خفضًا فعالًا للأضرار، والذي قد يشمل فصل الجاني والضحية أو عزلهما.
على النقيض من العدالة التصالحية، لا يوجد تعريف اجتماعي للعدالة المفروضة على المشاركين. لكل فرد الحرية في اتخاذ قرار بشأن حالة «طبيعية جديدة» من وجوده لنفسه، ولا يتعرض لضغوط للموافقة على ذلك. قد تستمر الضحية في السعي للانتقام أو الرغبة في العقاب، على سبيل المثال في أنظمة العدالة الجزائية. قد يفتقر الجاني إلى الندم وقد يقول إنه يفتقر إلى الندم.

## العدالة التحويلية كاستجابة للقضايا الاجتماعية والاقتصادية
تشير العدالة التحويلية أيضًا إلى استجابات السياسات والممارسات للقضايا الاجتماعية والاقتصادية في المجتمعات التي تنتقل بعيدًا عن الصراع أو القمع. يرتبط ارتباطًا وثيقًا بمنحة وممارسة العدالة الانتقالية، ويشير إلى «التغيير التحويلي الذي يؤكد على الوكالة والموارد المحلية، وتحديد أولويات العملية بدلاً من النتائج المتصورة مسبقًا، وتحدي علاقات القوة غير المتكافئة والمتقاطعة وهياكل الإقصاء في كليهما المستويين المحلي والعالمي»

## اقرأ أيضا
- عدالة تصالحية